# Smolice (gromada)
Smolice – dawna gromada, czyli najmniejsza jednostka podziału terytorialnego Polskiej Rzeczypospolitej Ludowej w latach 1954–1972.
Gromady, z gromadzkimi radami narodowymi (GRN) jako organami władzy najniższego stopnia na wsi, funkcjonowały od reformy reorganizującej administrację wiejską przeprowadzonej jesienią 1954 do momentu ich zniesienia z dniem 1 stycznia 1973, tym samym wypierając organizację gminną w latach 1954–1972.
Gromadę Smolice z siedzibą GRN w Smolicach utworzono – jako jedną z 8759 gromad na obszarze Polski – w powiecie gostyńskim w woj. poznańskim, na mocy uchwały nr 20/54 WRN w Poznaniu z dnia 5 października 1954. W skład jednostki weszły obszary dotychczasowych gromad Czeluścin, Pasierby, Raszewy i Smolice ze zniesionej gminy Pępowo w tymże powiecie. Dla gromady ustalono 19 członków gromadzkiej rady narodowej.
1 stycznia 1958 z gromady Smolice wyłączono miejscowości Czeluścin, Czeluścinek i Pasierby oraz część miejscowości Raszewy (74,5343 ha), włączając je do gromady Pępowo w tymże powiecie. Tego samego dnia gromadę Smolice włączono do powiatu krotoszyńskiego w tymże województwie.
Gromadę zniesiono 1 stycznia 1959, a jej obszar włączono do gromady Kobylin w tymże powiecie.